# Robertas Javtokas
Robertas Javtokas és un jugador professional de bàsquet nascut el 20 de març de 1980 a Šiauliai, Lituània. Mesura 2,11 metres i juga habitualment en la posició de pivot.

## Carrera
Javtokas va fitxar pel Lietuvos Rytas de la lliga lituana l'any 2001. Allà va compartir banqueta amb altres jugadors destacats com Simas Jasaitis, Rimantas Kaukenas, Ramunas Siskauskas i Arvydas Macijauskas, i hi va jugar durant sis temporades, essent el pivot referent de l'equip.
L'any 2002, Javtokas va patir un accident de moto quan circulava a una velocitat aproximada de 140 quilòmetres per hora al voltant de Vílnius. L'aparatós accident, en el qual va sortir disparat a metres de distància, el va mantenir allunyat de les pistes durant la temporada 2002-2003. abans de la seva aparatosa caiguda s'afirma que Robertas arribava a esmaixar cèrcols a més de 3,50 m d'alçada.
La temporada 2006-2007, Robertas va fitxar pel Panathinaikos grec, amb el qual va guanyar la lliga grega, la copa d'aquest mateix país i l'Eurolliga. L'any següent va fitxar pel Dynamo Moscou de la lliga russa, amb el qual va jugar dues temporades, abans de marxar al BC Khimki.
El 15 de juliol de 2010 es va fer oficial el seu fitxatge per dues temporades pel Power Electronics València de la lliga ACB.
Després de fer durant la temporada 2010/11 una mitjana de 8 punts i 6 rebots en 25 minuts de joc amb el club valencià, el juny de 2011 es confirmà el seu retorn a Lituània per jugar a les files del Zalguiris Kaunas després del pagament dels 100.000 euros de la seva clàusula de rescissió.

## Selecció nacional de Lituània
Amb la selecció lituana, Robertas Javtokas ha participat en els Eurobàsquet del 2005, 2007, 2009 i 2011 i al Mundial de bàsket de 2010. En aquesta última competició va aconseguir la medalla de bronze amb el seu equip.
Fou seleccionat per participar en els Jocs olímpics de Londres 2012, però una lesió al peu en un entrenament va impedir que hi participés.

## Trajectòria
- 1996 - 1997 BC Šiauliai  Lituània
- 1999 - 2000 Universitat d'Arizona  Estats Units
- 2000 - 2006 Lietuvos Rytas  Lituània
- 2006 - 2007 Panathinaikos BC  Grècia
- 2007 - 2009 MBC Dinamo Moscou  Rússia
- 2009 - 2010 Khimki BC  Rússia
- 2010 - 2011 Power Electronics València  País Valencià
- 2011 - Zalguiris Kaunas  Lituània

## Palmarès

### En competicions de clubs
- 1999-00. Campió de la LKL amb el Lietuvos Rytas.
- 1999-00. Subcampió de la  NEBL amb el Lietuvos Rytas.
- 2001-02. Campió de la LKL amb el Lietuvos Rytas.
- 2001-02. Campió de la  NEBL amb el Lietuvos Rytas.
- 2002-03. Subcampió de la LKL amb el Lietuvos Rytas.
- 2002-03. Subcampió de la  NEBL amb el Lietuvos Rytas.
- 2003-04. Subampeón de la LKL amb el Lietuvos Rytas.
- 2004-05. Subcampió de la LKL amb el Lietuvos Rytas.
- 2004-05. Subcampió de la  Lliga Bàltica amb el Lietuvos Rytas.
- 2004-05. Subampeón de la Copa ULEB amb el Lietuvos Rytas.
- 2005-06. Campió de la LKL amb el Lietuvos Rytas.
- 2005-06. Campió de la  Lliga Bàltica amb el Lietuvos Rytas.
- 2006-07. Campió de l'HEBA amb el Panathinaikos BC.
- 2006-07. Campió de la  Copa de Grècia amb el Panathinaikos BC.
- 2006-07. Campió de l'Eurolliga amb el Panathinaikos BC.
- 2008-09. Subcampió de la  copa de Rússia amb el Dynamo Moscou.
- 2009-10. Subcampió de la  Superlliga amb el BC Khimki.

### Amb la Selecció de Lituània
- 2007. Medalla de bronze a l'Eurobasket 2007 (a Espanya).
- 2010. Medalla de bronze al Campionat del Món de Bàsquet de 2010 (a Turquia).